# Нойхофф, Вальтер
Ва́льтер Но́йхофф (нем. Walther Neuhoff, 1891—1971) — немецкий миколог.

## Биография
Вальтер Нойхофф родился 12 февраля 1891 года в деревне Оттлау (современный Отловец, Гардея) в Восточной Пруссии. С 1911 года работал школьным учителем, затем директором школы, одновременно учился в Кёнигсбергском университете, где получил степень доктора по ботанике. Диссертация Нойхоффа была посвящена цитологии и систематике дрожалковых и аурикуляриевых грибов. В 1933 году Нойхофф издал Übersicht der Hymenomyceten Ostpreußens — определитель грибов Восточной Пруссии. В 1936 году он напечатал монографию дрожалковых грибов Швеции.
Для серии монографий Die Pilze Mitteleuropas Нойхофф обработал дрожалковые грибы (1935), а также род Млечник (1956). После окончания Второй мировой войны Нойхофф поселился в Реллингене.
В последующее время Нойхофф работал над монографией рода Рядовка, оставшейся неоконченной.
Нойхофф был женат на дочери миколога Ойгена Грамберга (1865—1945) Элле.
Вальтер Нойхофф скончался 20 января 1971 года в Реллингене.

## Некоторые научные публикации
- Neuhoff, W. Die Gallertpilze (Tremellineae) // Die Pilze Mitteleuropas. — Leipzig, 1935. — 56 p.
- Neuhoff, W. Die Gallertpilze Schwedens. — Stockholm, 1936. — 57 p.
- Neuhoff, W. Die Milchlinge (Lactarii) // Die Pilze Mitteleuropas. — Bad Heilbrunn, 1956. — 248 p.

## Некоторые виды, названные в честь В. Нойхоффа
- Corticium neuhoffii Bres., 1923 [≡ Athelia neuhoffii (Bres.) Donk, 1957]
- Hydnangium neuhoffii Soehner, 1942 [≡ Octaviania neuhoffii (Soehner) Svrček, 1958]
- Inocybe neuhoffii Bres., 1926
- Lactarius neuhoffii Hesler & A.H.Sm., 1979
- Mycena neuhoffii Raithelh., 1971